# Wealhþeow

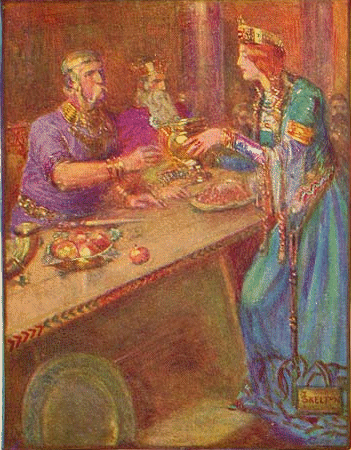
Królowa Wealhþeow służąca Hrodgarowi i jego ludziom na ilustracji z książki dla dzieci z 1908 roku

Wealhþēow (także Wealhtheow lub Wealthow) – legendarna królowa Danii z anglosaskiego eposu Beowulf.

## Opis postaci
Wealhtheow wprowadzona jest do fabuły w 612 wersie eposu. Pochodząca z klanu Wulfingów, jest królową, żoną władcy Danii Hrodgara, matką Hreðrica i Hroðmunda, a także córki Freawaru. Jej małżeństwo z Hrodgarem przedstawiono jako rękojmię pokoju między klanami. Związek ten najwidoczniej miał na celu zapewnienie pokoju pomiędzy Wulfingami a Scyldingami. Wealhþēow w Beowulfie odgrywa ważną rolę pani domu podczas uroczystej uczty przygotowanej na cześć herosa Beowulfa i jego kompanów. Po śmierci Grendela nagradza Beowulfa trzema końmi oraz naszyjnikiem, zwanym Brosinga mene.

## Odniesienia w kulturze
W filmie Beowulf w postać Wealhtheow wcieliła się Robin Wright.